# Stephen McGann

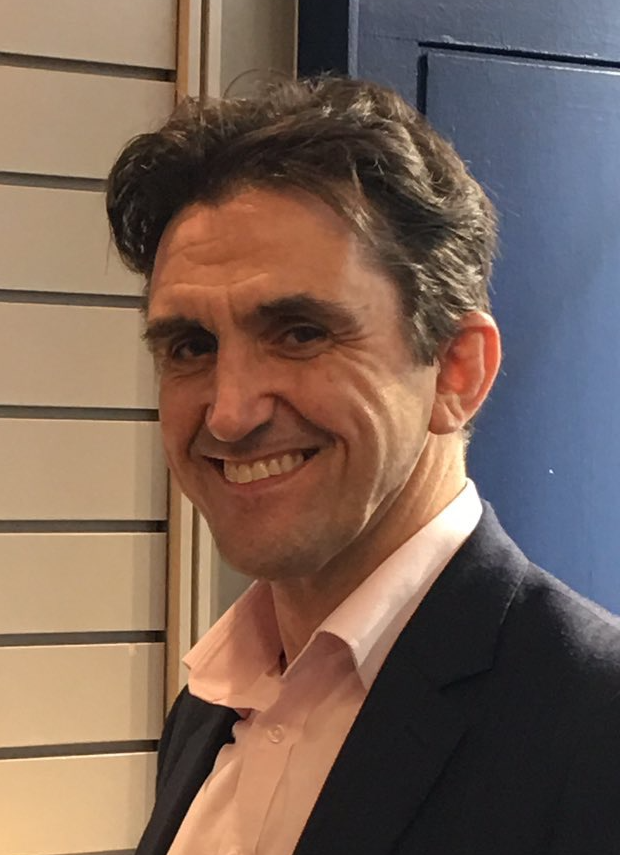
Stephen McGann (2017)

Stephen McGann (* 2. Februar 1963 in Liverpool) ist ein britischer Schauspieler.

## Leben
Obwohl seine Eltern keine Künstler waren – sein Vater arbeitete in einer Fabrik und seine Mutter war Lehrerin – wurde Stephen McGann wie auch seine drei Brüder Joe McGann, Paul McGann und Mark McGann Schauspieler.
Er begann seine Karriere Anfang der 1980er Jahre und stand zunächst für das Musical Yakety Yak auf der Bühne. 1989 übernahm er im Musical Blood Brothers die Rolle des Mickey.
Parallel zur Bühnenarbeit folgten auch erste Auftritte in Film und Fernsehen. 1991 war er in der Miniserie Die Strauß-Dynastie als Johann Strauss Sohn zu sehen. Im Fernsehfilm Katharina die Große stellte er 1996 den russischen Offizier Grigori Orlow dar. Von 1999 bis 2001 übernahm er in der Fernsehserie Emmerdale Farm die Rolle des Sean Reynolds.
Seit dem Jahr 2012 ist McGann in der BBC-Fernsehserie Call the Midwife – Ruf des Lebens als Dr. Turner zu sehen.
Aus seiner 1990 geschlossenen Ehe mit der Drehbuchautorin Heidi Thomas ging ein Sohn hervor. Die Familie lebt in Saffron Walden.

## Filmografie (Auswahl)
- 1983: Juliet Bravo (Fernsehserie, eine Episode)
- 1984: Missing from Home (Fernsehserie, eine Episode)
- 1985: Brookside (Fernsehserie, zwei Episoden)
- 1985, 1989: Jim Bergerac ermittelt (Bergerac, Fernsehserie, zwei Episoden)
- 1986: Help! (Fernsehserie, zwei Episoden)
- 1987: Boon (Fernsehserie, eine Episode)
- 1988: Gewagtes Spiel (Business as Usual)
- 1989–1992: Streetwise (Fernsehserie, 17 Episoden)
- 1991: Die Strauß-Dynastie (Miniserie)
- 1991: Stay Lucky (Fernsehserie, eine Episode)
- 1994: Mord in St. Petersburg (Grushko, Fernsehserie, drei Episoden)
- 1994: The Lifeboat (Fernsehserie, eine Episode)
- 1994: Where the Buffalo Roam (Fernsehfilm)
- 1995: The Hanging Gale (Fernsehserie, vier Episoden)
- 1996: Katharina die Große (Catherine the Great, zweiteiliger Fernsehfilm)
- 1999: Die Harfenspielerin (The Harpist)
- 1999–2001: Emmerdale Farm (Fernsehserie, 16 Episoden)
- 2004, 2007: Casualty (Fernsehserie, zwei Episoden)
- 2006: Doctors (Fernsehserie, eine Episode)
- 2007: The Bill (Fernsehserie, eine Episode)
- seit 2012: Call the Midwife – Ruf des Lebens (Call the Midwife, Fernsehserie)
- 2016: Game Day (Kurzfilm)

## Theater
- 1982/83: Yakety Yak
- 1983: The Holiday
- 1984: Sergeant Musgrove's Dance
- 1985: Class K
- 1986: Shamrocks and Crocodiles
- 1987: Not About Heroes
- 1987: Loot
- 1989: Up On The Roof
- 1989: Blood Brothers
- 1992: Somewhere
- 1993: Killers
- 1994: Lion in Winter
- 1996: Calamity Jane
- 2002: Art
- 2003: Far from the Madding Crowd
- 2005: Educating Rita
- 2005: Tom, Dick and Harry
- 2006: Footloose
- 2007: 42nd Street
- 2008: The Late Edwina Black
- 2008: The Glee Club
- 2010: Inside Job